# Novi Karlovci
Novi Karlovci (ćir: Нови Карловци) je naselje u Srijemu, u Vojvodini, u sastavu općine Inđija.

## Stanovništvo
U naselju Novi Karlovci živi 3.036 stanovnika, od čega 2.417 punoljetna stanovnika s prosječnom starosti od 40,4 godina (39,3 kod muškaraca i 41,5 kod žena). U naselju ima 901 domaćinstvo, a prosječan broj članova po domaćinstvu je 3,37.
Prema popisu iz 1991. godine u naselju je živjelo 2.947 stanovnika.
| Etnički sastav 2002. |            |        |
| Narod                | Stanovnika | %      |
| Srbi                 | 2.897      | 95,42% |
| Romi                 | 21         | 0,69%  |
| Hrvati               | 17         | 0,55%  |
| Slovaci              | 12         | 0,39%  |
| Crnogorci            | 2          | 0,39%  |
| ostali               | 5          | 0,15%  |
| nepoznato            | 42         | 1,38%  |

| broj stanovnika | 3202  | 3299  | 3427  | 3060  | 3050  | 2947  | 3036  |
|                 | 1948. | 1953. | 1961. | 1971. | 1981. | 1991. | 2001. |

## Vanjske poveznice
- Karte, udaljenosti i vremenska prognoza
- [neaktivna poveznica]